# Polygrammodes arpialis
Polygrammodes arpialis är en fjärilsart som beskrevs av William Schaus 1920. Polygrammodes arpialis ingår i släktet Polygrammodes och familjen Crambidae. Inga underarter finns listade i Catalogue of Life.